# Agnes Simon (Tischtennisspielerin)

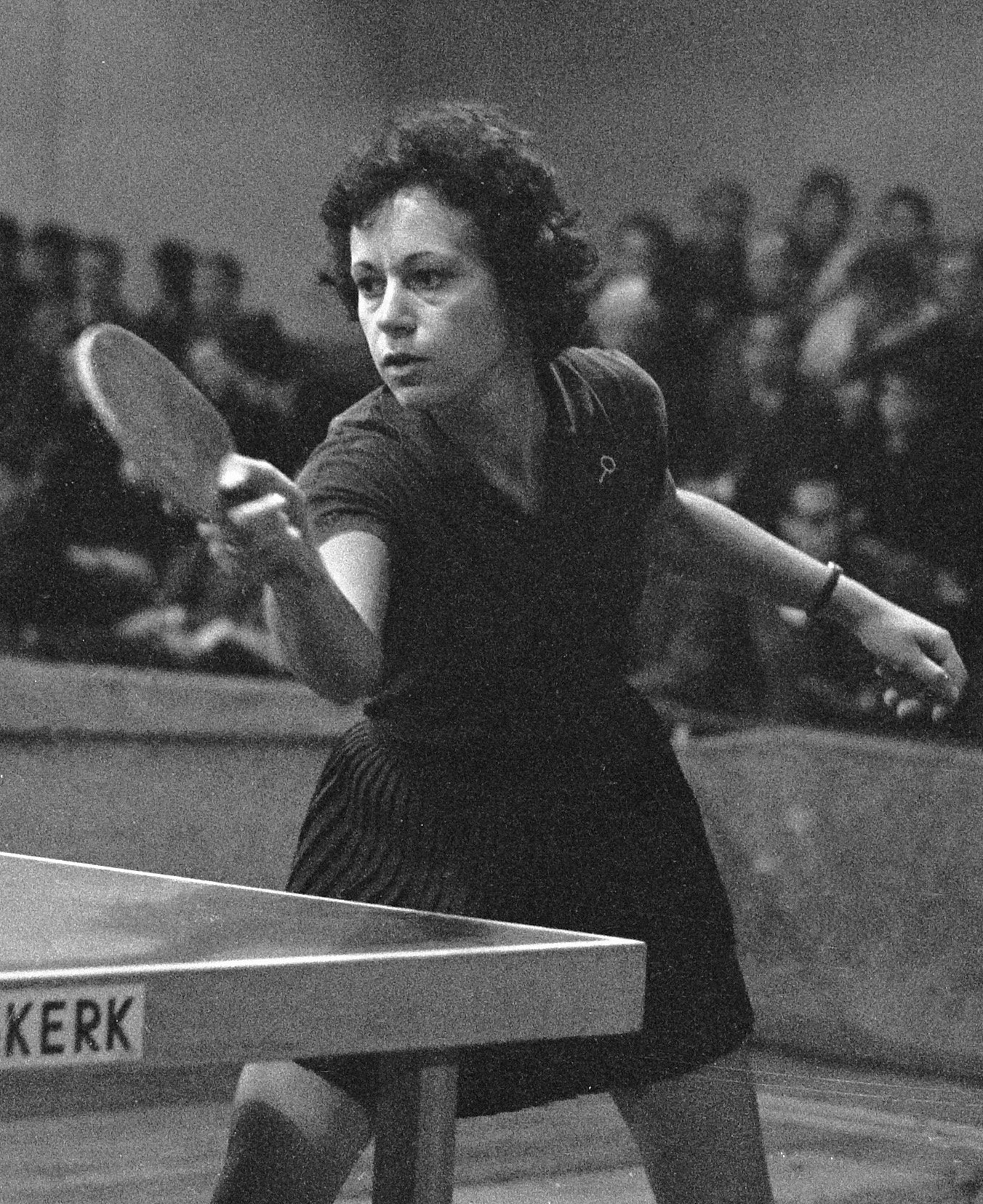
Agnes Simon bei der Niederländischen Meisterschaft 1961

Agnes Simon (* 21. Juni 1935 als Ágnes Almási in Budapest – einige Quellen geben als Geburtstag den 25. Juni an; † 19. August 2020) war eine ungarisch-deutsche Tischtennisspielerin. Von 1953 bis in die 1970er Jahre gehörte sie zur Weltspitze. Sie startete für drei verschiedene Nationen – Ungarn, Niederlande und Deutschland – und erzielte zahlreiche Erfolge, u. a. bei der Teilnahme an neun Europa- und neun Weltmeisterschaften.

## Werdegang

### Ungarn
Geboren in Budapest, spielte Agnes Simon auch zunächst für Ungarn. Als Ungarin war sie bei vier Weltmeisterschaften vertreten. Dabei belegte sie mit der ungarischen Mannschaft jeweils Spitzenplätze. Zusammen mit Lívia Mossóczy gewann sie 1957 die Weltmeisterschaft im Doppel; im Endspiel besiegten sie das englische Doppel Diane Rowe/Ann Haydon.

### Niederlande
Nach ihrer Teilnahme bei der WM 1957 kehrte Agnes Simon mit ihrem Ehemann Béla nicht nach Ungarn zurück. Stattdessen ging sie in die Niederlande. Bei der Weltmeisterschaft 1959 in Dortmund wurde sie jedoch nicht im niederländischen Damenteam eingesetzt. Allerdings trat sie als „Holländerin“ in den Individualwettbewerben an. 1960 nahm sie an der Europameisterschaft teil.
Bei den internationalen deutschen Meisterschaften 1960 in Berlin wurde sie Erste im Einzel und im Mixed.

### Deutschland

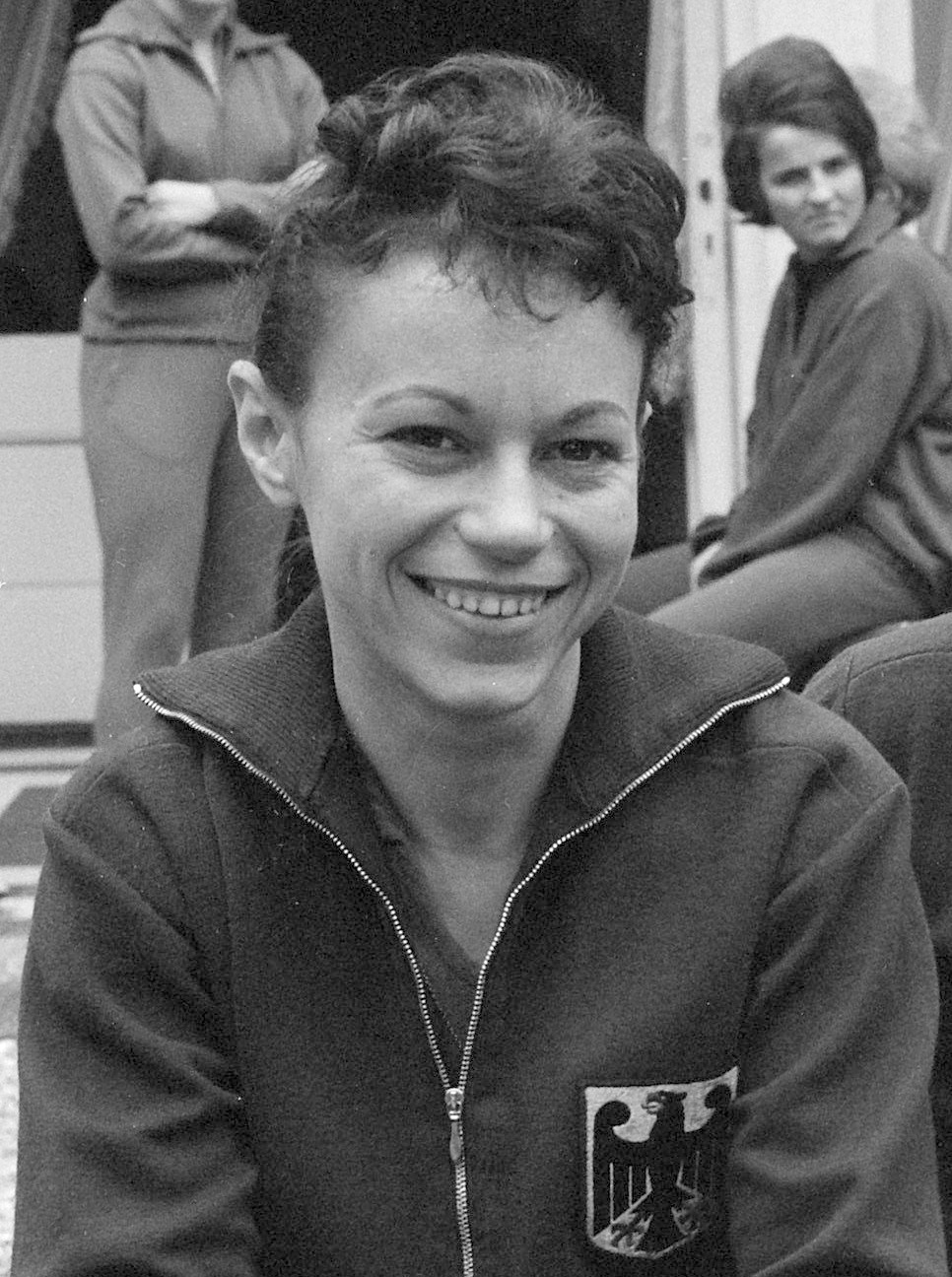
Agnes Simon im Jahr 1962

1960 wechselte Simon nach Deutschland und schloss sich dem TT-Verein DSC Kaiserberg an. Erst im März 1962 – kurz vor Beginn der Europameisterschaft in Berlin – erteilten der Weltverband ITTF, der Europäische TT-Verband ETTU und der niederländische TT-Verband die Freigabe für den DTTB, worauf Simon auch international für Deutschland auftreten konnte. Im November 1966 erhielt sie, zusammen mit ihrem Ehemann Béla Simon, die deutsche Staatsbürgerschaft.
Für Deutschland trat sie bei weiteren vier TT-Weltmeisterschaften (1969 fehlte sie wegen einer Verletzung) und acht Europameisterschaften an. Auf Anhieb wurde sie 1962 in Berlin Europameisterin im Einzel. Auch mit der deutschen Damenmannschaft belegte sie den 1. Platz, im Doppel wurde sie Zweite. Den Erfolg mit dem Damenteam wiederholte sie 1968 in Lyon.
Zunächst ließ es die Weltspielordnung nicht zu, dass Agnes Simon an nationalen Meisterschaften teilnehmen konnte. Daher ergänzte der DTTB im Januar 1965 diese Spielordnung um den Zusatz: Ist ein Ausländer oder Staatenloser für die Nationalmannschaft nominiert worden, so ist er berechtigt, an nationalen Meisterschaften teilzunehmen. In der Folge war Simon auch national erfolgreich: Drei Mal deutsche Meisterin im Einzel und sechs Mal im Doppel, fünf erste Plätze beim Bundesranglistenturnier sowie – mit der Mannschaft von Kaiserberg – 19 deutsche Meisterschaften und 13 Pokalsiege sind ihre wichtigsten nationalen Erfolge.
Zwischen 1962 und 1976 bestritt sie 93 offizielle Länderspiele für Deutschland.
Ende der 1970er Jahre zog Simon sich vom Leistungssport etwas zurück, obgleich sie noch in den 1990er Jahren mit dem DSC Kaiserberg in der 1. Bundesliga auftrat. Als 2001 der Verein Kaiserberg sein Team vom Leistungssport zurückzog, wechselte Simon zum SC Bayer 05 Uerdingen, 2004 dann zur SpVgg Meiderich 06/95. Seit der Saison 2009/10 spielte sie in der Herrenmannschaft der DJK Rheinland Ruhrort/Meiderich in der 2. Kreisklasse.
Agnes Simon lebte in Moers. Sie war mit dem Verbandstrainer Béla Simon (1920–1996) verheiratet und hatte zwei Töchter (* 1959 und * 1963). Sie starb im August 2020 nach kurzer Krankheit im Alter von 85 Jahren.

## Erfolge
- Nationale deutsche Meisterschaften
  - 1966 Osnabrück – 2. Platz Einzel, 2. Platz Mixed (mit Eberhard Schöler)
  - 1967 Berlin – 1. Platz Einzel, 1. Platz Doppel (mit Edit Buchholz), 2. Platz Mixed (mit Erich Arndt)
  - 1968 Böblingen – 2. Platz Einzel, 1. Platz Doppel (mit Edit Buchholz), 1. Platz Mixed (mit Eberhard Schöler)
  - 1969 Hagen – 1. Platz Einzel, 1. Platz Doppel (mit Edit Buchholz), 2. Platz Mixed (mit Jochen Leiß)
  - 1970 Frankfurt/Main – 4. Platz Einzel, 2. Platz Doppel (mit Rosemarie Seidel), 2. Platz Mixed (mit Jochen Leiß)
  - 1971 Hannover – 4. Platz Einzel, 1. Platz Doppel (mit Diane Schöler)
  - 1972 Karlsruhe – 1. Platz Doppel (mit Diane Schöler), 1. Platz Mixed (mit Klaus Schmittinger)
  - 1973 München – 4. Platz Mixed (mit Klaus Schmittinger)
  - 1974 Saarbrücken – 1. Platz Doppel (mit Wiebke Hendriksen)
  - 1975 Hannover – 2. Platz Einzel, 4. Platz Doppel (mit Wiebke Hendriksen)
  - 1976 Essen – 1. Platz Einzel
  - 1977 Berlin – 2. Platz Einzel, 2. Platz Doppel (mit Monika Stork)
  - 1978 Lübeck – 4. Platz Einzel, 2. Platz Doppel (mit Monika Stork)
  - 1979 Rüsselsheim – 2. Platz Doppel (mit Monika Stork)
- Teilnahme an neun Weltmeisterschaften
  - 1953 in Bukarest: Start für Ungarn
    - Achtelfinale im Einzel, Viertelfinale Doppel, 3. Platz mit ungarischer Mannschaft

  - 1954 in Wembley: Start für Ungarn
    - 2. Platz mit ungarischer Mannschaft

  - 1955 in Utrecht: Start für Ungarn
    - Viertelfinale Doppel, 4. Platz mit ungarischer Mannschaft

  - 1957 in Stockholm: Start für Ungarn
    - 1. Platz im Doppel (mit Lívia Mossóczy), 4. Platz mit ungarischer Mannschaft

  - 1959 in Dortmund: Start für Niederlande (nur Individual)
    - Viertelfinale Doppel

  - 1963 in Prag: Start für Deutschland
    - Achtelfinale im Einzel, Viertelfinale Doppel, 9. Platz mit deutscher Mannschaft

  - 1965 in Ljubljana: Start für Deutschland
    - Achtelfinale im Einzel, 6. Platz mit deutscher Mannschaft

  - 1967 in Stockholm: Start für Deutschland
    - Achtelfinale im Einzel, Viertelfinale Doppel, 6. Platz mit deutscher Mannschaft

  - 1971 in Nagoya: Start für Deutschland
    - 7. Platz mit deutscher Mannschaft
- Teilnahme an neun Europameisterschaften
  - 1960 in Zagreb: Achtelfinale Einzel
  - 1962 in Berlin: 1. Platz Einzel, 2. Platz Doppel (mit Inge Harst), 2. Platz Mixed (mit Eberhard Schöler), 1. Platz mit Damenteam
  - 1964 in Malmö: Viertelfinale Einzel, 6. Platz mit Damenteam
  - 1966 in London: Viertelfinale Einzel, 3. Platz Doppel (mit Edit Buchholz), 4. Platz mit Damenteam
  - 1968 in Lyon: Viertelfinale Einzel, Viertelfinale Doppel, 1. Platz mit Damenteam
  - 1970 in Moskau: 2. Platz Doppel (mit Diane Schöler), Viertelfinale Mixed, 7. Platz mit Damenteam
  - 1972 in Rotterdam: Viertelfinale Doppel, 2. Platz mit Damenteam
  - 1976 in Prag: 3. Platz Doppel (mit Monika Kneip)
  - 1978 in Duisburg: nur Individual
- Europe TOP-12
  - 1971 in Zadar: 5. Platz
  - 1972 in Zagreb: 11. Platz
  - 1973 in Böblingen: 9. Platz
- Europapokal der Landesmeister mit DSC Kaiserberg
  - 1965: 2. Platz
  - 1966: 1. Platz
- Europäischer Nancy Evans-Cup („Messepokal“) mit DSC Kaiserberg
  - 1971: 1. Platz
  - 1981: 1. Platz
- Internationale Meisterschaften
  - 1957 Skandinavien: 2. Platz Einzel
  - 1958 England: 1. Platz Einzel
  - 1958 Österreich: 1. Platz Einzel
  - 1958 England: 1. Platz Einzel
  - 1958 Skandinavien: 1. Platz Einzel, 1. Platz Doppel (mit Birgitta Tegner, Schweden)
  - 1959 Skandinavien: 2. Platz Einzel, 3. Platz Doppel (mit Birgitta Tegner, Schweden)
  - 1960 Berlin: 1. Platz Einzel (Start für NED), 4. Platz Doppel (mit Ghislaine Roland), 1. Platz Mixed (mit Bert Onnes)
  - 1960 England: 1. Platz Einzel
  - 1960 Skandinavien: 1. Platz Einzel
  - 1961 Belgien: 1. Platz Einzel
  - 1961 Berlin: 1. Platz Einzel, 4. Platz Doppel (mit Gudrun Müller)
  - 1961 Frankreich: 1. Platz Einzel, 1. Platz Mixed (mit Dieter Michalek)
  - 1961 Niederlande: 1. Platz Einzel, 1. Platz Mixed (mit Eberhard Schöler)
  - 1961 Skandinavien: 1. Platz Einzel
  - 1962 St. Ingbert: 1. Platz Einzel, 1. Platz Doppel (mit Inge Harst), 1. Platz Mixed (mit Eberhard Schöler)
  - 1962 Frankreich: 1. Platz Einzel
  - 1962 Skandinavien: 2. Platz Einzel, 2. Platz Doppel (mit Inge Harst)
  - 1962 Niederlande: 1. Platz Mixed (mit Eberhard Schöler)
  - 1965 Frankfurt/Main: 2. Platz Mixed (mit Eberhard Schöler)
  - 1965 Niederlande: 1. Platz Doppel (mit Edit Buchholz)
  - 1966 Lübeck: 2. Platz Doppel (mit Edit Buchholz)
  - 1968 Wiesloch: 1. Platz Doppel (mit Edit Buchholz)
  - 1968 Niederlande: 1. Platz Doppel (mit Edit Buchholz)
  - 1969 Belgien: 1. Platz Einzel, 1. Platz Doppel (mit Diane Schöler)
  - 1969 Skandinavien: 1. Platz Einzel, 2. Platz mit Damenteam
  - 1970 Oberhausen: 1. Platz Doppel (mit Diane Schöler)
  - 1970 Niederlande: 1. Platz Einzel
  - 1973 Polen: 1. Platz Doppel (mit Susanne Wenzel)
- Bundesranglistenturniere
  - 1962 in Berlin: 1. Platz
  - 1965 in Berlin: 1. Platz
  - 1966 in Wiesloch: 1. Platz
  - 1967 in Hagen: 1. Platz
  - 1968 in Saarbrücken: 2. Platz
  - 1972 in Zweibrücken: 4. Platz
  - 1975 in Hattersheim: 1. Platz
- Deutsche Mannschaftsmeisterschaften mit DSC Kaiserberg
  - 1962: 1. Platz
  - 1963: 1. Platz
  - 1965–1972: 1. Platz
  - 1975–1978: 1. Platz
  - 1981: 1. Platz
  - 1982: 1. Platz
  - 1984: 1. Platz
  - 1988: 1. Platz
- Deutsche Mannschafts-Pokalmeisterschaften mit DSC Kaiserberg
  - 1964–1969: 1. Platz
  - 1971: 1. Platz
  - 1972: 1. Platz
  - 1976–1979: 1. Platz
  - 1981: 1. Platz
- Deutschlandpokal (mit WTTV (Westdeutscher TT-Verband))
  - 1966 in Neckarsulm: 1. Platz
  - 1968 in Hückeswagen: 1. Platz
- Vereine
  - 1960–2001 DSC Kaiserberg
  - 2001–2004 SC Bayer 05 Uerdingen
  - 2004–2009 Spvgg, Meiderich 06/95 (Oberliga)
  - seit 2009: DJK Rheinland Ruhrort / Meiderich
- Ranglisten
  - 1962: 1. Platz in der deutschen Rangliste
  - 1963: 1. Platz in der deutschen Rangliste
  - 1965–1967: 1. Platz in der deutschen Rangliste
  - 1969: 1. Platz in der deutschen Rangliste
  - 1962: 1. Platz europäischer Verband ETTU
  - 1978: 7. Platz ITTF-Weltrangliste

## Turnierergebnisse
| Verband | Turnier             | Jahr | Ort       | Land | Einzel        | Doppel        | Mixed         | Team |
| ------- | ------------------- | ---- | --------- | ---- | ------------- | ------------- | ------------- | ---- |
| FRG     | Europameisterschaft | 1976 | Prag      | TCH  |               | Halbfinale    |               |      |
| FRG     | Europameisterschaft | 1972 | Rotterdam | NED  |               | Viertelfinale |               | 2    |
| FRG     | Europameisterschaft | 1970 | Moskau    | URS  |               | Silber        | Viertelfinale |      |
| FRG     | Europameisterschaft | 1968 | Lyon      | FRA  | Viertelfinale | Viertelfinale |               | 1    |
| FRG     | Europameisterschaft | 1966 | London    | ENG  | letzte 16     | Halbfinale    |               |      |
| FRG     | Europameisterschaft | 1964 | Malmö     | SWE  | Viertelfinale |               |               |      |
| FRG     | Europameisterschaft | 1962 | Berlin    | FRG  | Gold          | Silber        | Silber        | 1    |
| NED     | Europameisterschaft | 1960 | Zagreb    | YUG  | letzte 16     | Viertelfinale |               |      |
| FRG     | EURO-TOP12          | 1973 | Böblingen | FRG  | 9             |               |               |      |
| FRG     | EURO-TOP12          | 1972 | Zagreb    | YUG  | 11            |               |               |      |
| FRG     | EURO-TOP12          | 1971 | Zadar     | YUG  | 5             |               |               |      |
| FRG     | Weltmeisterschaft   | 1971 | Nagoya    | JPN  | letzte 64     | letzte 16     | letzte 64     | 7    |
| FRG     | Weltmeisterschaft   | 1967 | Stockholm | SWE  | letzte 16     | Viertelfinale | letzte 128    | 7    |
| FRG     | Weltmeisterschaft   | 1965 | Ljubljana | YUG  | letzte 16     | letzte 32     | letzte 16     | 6    |
| FRG     | Weltmeisterschaft   | 1963 | Prag      | TCH  | letzte 16     | Viertelfinale | letzte 32     | 9    |
| NED     | Weltmeisterschaft   | 1959 | Dortmund  | FRG  | Viertelfinale | Viertelfinale | letzte 128    |      |
| HUN     | Weltmeisterschaft   | 1957 | Stockholm | SWE  | letzte 128    | Gold          | letzte 32     | 4    |
| HUN     | Weltmeisterschaft   | 1955 | Utrecht   | NED  | letzte 32     | Viertelfinale | letzte 16     | 4    |
| HUN     | Weltmeisterschaft   | 1954 | Wembley   | ENG  | letzte 128    | letzte 16     | letzte 16     | 2    |
| HUN     | Weltmeisterschaft   | 1953 | Bukarest  | ROU  | letzte 16     | Viertelfinale | letzte 32     | 3    |
| HUN     | Weltmeisterschaft   | 1950 | Budapest  | HUN  | letzte 64     | Viertelfinale | letzte 64     |      |